# 西澤潤一
西澤潤一（日语：／ Nishizawa Jun'ichi ?，1926年9月12日—2018年10月21日），日本工程學、物理學家與教育家。生前為上智大學特聘教授、日本東北大學名譽教授暨第17任總長（校長）。日本學士院會員。文化勲章、勲一等瑞寶章表彰。文化功勞者。
西澤教授是蜚聲國際的大發明家，在電子工程、通信工程、半導體器件、半導體制程、光通信開發領域皆有獨創性成就。世稱「半導體先生」與「日本光通信之父」。2000年獲得日本人首座IEEE愛迪生獎章。2002年電機電子工程師學會設置了以他命名的「IEEE西澤潤一獎」。

## 生平
西澤潤一是東北帝國大學教授西澤恭助的長男。東北大學工學部電氣工學科畢業，工學博士（東北大學）。師從渡邊寧。
因其在半導體研究的「黎明期」取得的成就，而被稱為「半導體先生」。然而，由於其想法超前時代，因此西澤年輕時常常面對「科研經費無著」與「會議中其他研究者的攻擊」。儘管如此，西澤仍成功開發一系列技術，領先於同期的美國。電機電子工程師學會（IEEE）為紀念西澤潤一的貢獻，2002年設置「IEEE西澤潤一獎」，與紀念湯瑪斯·愛迪生的「IEEE愛迪生獎章」並列，成為IEEE稀有的人名獎。
在日本，西澤潤一的研究單位也被稱為「光通信發祥之地」（光通信発祥の地／THE CRADLE OF OPTICAL COMMUNICATION），分別是東北大學（宮城縣仙台市青葉區片平２丁目，有紀念碑）及半導體研究振興會（宮城縣仙台市青葉區荒卷，有紀念石）。

## 貢獻
西澤潤一早在1963年就提出、初步實現了光纖通訊。英國科學家高錕因此獲得2009年諾貝爾物理學獎，但西澤未能獲獎。此外，西澤也參與開發高亮度紅色、綠色發光二極體（LED），但2014年諾貝爾物理學獎授予藍光LED的發明者（赤崎勇、天野浩、中村修二），西澤再次擦身而過。
西澤教授有許多發明，主要包括有PIN二極管、靜電感應晶體管、靜電感應晶閘管、離子注入法、半導體材料的完整晶体育成法、雪崩光電二極管、激光二極管（1956年 日本專利申請）、高亮度發光二極管（紅色，綠色） 、GI光導纖維（光纖）。他還提出了利用光纖通訊的構想、使用分子振動及晶格振動以產生太赫茲波的構想（1963年） 、以太赫茲波診斷癌症的構想（2000年）。

## 職業生涯
- 1953年4月 東北大學電氣通信研究所 助手
- 1954年5月 東北大學電氣通信研究所 副教授
- 1962年12月 東北大學電氣通信研究所 教授
- 1983年4月 東北大學電氣通信研究所長（至1986年3月）
- 1989年4月 東北大學電氣通信研究所長（至1990年3月）
- 1990年
  - 4月 東北大學名譽教授
  - 11月 東北大學校長（總長）
- 1998年4月 岩手縣立大學校長
- 2005年
  - 4月 首都大學東京校長
  - 8月 岩手縣立大學名譽校長
  - 8月 上智大學特聘教授

## 榮譽
- 1974年、日本學士院獎
- 1983年、文化功勞者、IEEE傑克·A·莫頓獎
- 1984年、朝日獎[4]
- 1986年、本田獎（日语：本田賞）
- 1989年、文化勲章受章。IOCGローディス獎
- 1996年、大川獎（日语：大川賞）
- 2000年、IEEE愛迪生獎章
- 2002年
  - 勲一等瑞寶章
  - IEEE設置「IEEE西澤潤一獎」
- 宮城縣榮譽縣民

## 著作
- 『闘う独創技術』日刊工業新聞社、1981年5月。ISBN 4526012475
- 『愚直一徹-私の履歴書-』日本経済新聞社、1985年10月。ISBN 4532093910
- 『西澤潤一の独自開発論』工業調査会、1986年3月。ISBN 4769350155
- 『「技術大国・日本」の未来を読む』PHP研究所、1989年9月。ISBN 4569525334
- 『私のロマンと科学』中央公論社（中公新書）、1990年3月。ISBN 4121009665
- 『独創教育が日本を救う』PHP研究所、1991年8月。ISBN 4569532748
- 『人類は滅亡に向かっている』潮出版社、1993年12月。ISBN 4267013438
- 『東北の時代―もはや一極集中の時代ではない』潮出版社、1995年4月。ISBN 4267013829
- 『教育の目的再考』岩波書店、1996年4月。ISBN 4000044303
- 『新学問のすすめ-21世紀をどう生きるか』本の森、1997年9月。ISBN 4938965011
- 『背筋を伸ばせ日本人』PHP研究所、1999年6月。ISBN 4569606091
- 『人類は80年で滅亡する』東洋経済新報社、2000年2月。ISBN 4492221875
- 『教育亡国を救う』本の森、2000年8月。ISBN 4938965275
- 『赤の発見　青の発見』白日社、2001年5月。ISBN 4891731028
- 『日本人よロマンを』本の森、2002年10月。ISBN 4938965453
- 『戦略的独創開発』工業調査会、2006年4月
- 『生み出す力』PHP研究所（PHP新書）、2010年8月
- 『わたしが探究について語るなら』ポプラ社、2010年12月。ISBN 9784591121429

## 親屬
知名作曲家冨田勲是西澤潤一的表親，也是朝日獎得主。

## 外部連結
- （日語）東北大学萩友会（しゅうゆうかい）｜東北大学ひと語録 （页面存档备份，存于）
- （中文）NSC簡訊 日本西澤潤一氏「避免化石燃料危機」論文受到中美兩國肯定[永久]